# Vincenzo Zaccaro
Vincenzo Zaccaro (Andria, 30 maggio 1966) è un politico e avvocato italiano, sindaco di Andria dal 2005 al 2010.

## Biografia
Laureato in  Giurisprudenza, esercita l'attività di avvocato. Dal 1994 al 1996 è stato nominato giudice onorario presso la Pretura Circondariale di Trani Sezione di Andria.
Nel 1990 insieme ad alcuni amici fonda "L'Aquilone" un movimento per la qualità della vita che, per oltre due anni, pubblicherà un mensile di commento alle vicende cittadine. Nello stesso periodo collabora al mensile "Andria", diretto dal giornalista Michele Palumbo.
Nel 1996 è nominato vicesindaco di Andria, carica a cui è confermato nel 2000 dopo le elezioni comunali che lo vedono eletto consigliere comunale del Partito Popolare Italiano.
Nel 2001 aderisce alla Margherita.
Nel 2005 diviene sindaco di Andria per il centro-sinistra, dopo aver vinto il ballottaggio del 17 e 18 aprile con il 51,95% dei voti contro il 48,05% del candidato della Casa delle Libertà Benedetto Fucci, medico ostetrico-ginecologo e consigliere comunale di Forza Italia, sconfitto per la seconda volta consecutiva.
Nel 2010, terminato il suo mandato di sindaco di Andria, decide di non ricandidarsi alla carica di sindaco ma come consigliere regionale, lasciando il Partito Democratico e candidandosi nella lista di Sinistra Ecologia Libertà (aderendo ufficialmente al partito), a sostegno della ricandidatura a Presidente della Regione Puglia di Nichi Vendola. Primo dei non eletti, entra, qualche mese dopo, nella Segreteria Regionale di SEL, come responsabile enti locali.